# Berentand
Berentand is een Frans-Belgische stripreeks getekend door Alain Henriet, geschreven door Yann en met kleuren van Usagi, uitgegeven bij Dupuis. De strip werd voorgepubliceerd in stripblad Spirou vanaf 30 januari 2013. Deze luchtvaartstrip volgt de lotgevallen van Max, Werner en Hanna tijdens hun jeugd in Silezië in de jaren 1930 en tijdens de Tweede Wereldoorlog.

## Verhaal
Max, Werner en Hanna groeien op in Silezië en ze zweren elkaar eeuwige vriendschap. Een berentand wordt het symbool van deze gelofte. Ze leren er zweefvliegen, wat verboden wordt aan Max omdat hij Jood is. Later, tijdens de Tweede Wereldoorlog, kruisen de wegen van Max en Hanna elkaar weer. Hanna is een gevierde pilote van nazi-Duitsland geworden en test de nieuwste vliegtuigen, de Wunderwappen. Max dient in de Amerikaanse luchtmacht en krijgt als missie haar te stoppen.

## Delen
1. Max (2013)
2. Hanna (2014)
3. Werner (2015)
4. Amerika bomber (2016)
5. Eva (2017)
6. Silbervogel (2018)

Er verscheen ook een integrale uitgave waarin de albums per drie zijn gebundeld.

## Achtergrond
Scenarist Yann was van jongs af gepassioneerd door de vliegtuigen uit de Tweede Wereldoorlog. Hij las de avonturen van Buck Danny en bouwde modelbouwvliegtuigen. Verder heeft hij een uitgebreide bibliotheek over de Tweede Wereldoorlog.
De figuur van Hanna is gemodelleerd naar de Duitse pilote Hanna Reitsch. De andere hoofdpersonen zijn niet gebaseerd op historische personages, maar voor de figuur van Max inspireerde Yann zich op de Poolse piloten die voor de geallieerde luchtmachten vlogen.